# Oxypetalum stipatum
Oxypetalum stipatum är en oleanderväxtart som beskrevs av Gustaf Oskar Andersson Malme. Oxypetalum stipatum ingår i släktet Oxypetalum och familjen oleanderväxter. Inga underarter finns listade i Catalogue of Life.